# Средняя Фабрика
Сре́дняя Фа́брика — деревня в Перемышльском районе Калужской области России. Входит в состав сельского поселения «Село Ахлебинино».

## География
Деревня находится в восточной части Калужской области, в зоне хвойно-широколиственных лесов, на берегу реки Ужердь (правый приток Оки), в 300 м к северу от автодороги Р132 (участок Калуга — Тула), на расстоянии примерно 10 км от юго-восточных окраин города Калуга, административного центра района, и 26 км к северо-востоку от села Перемышль, административного центра района.

### Климат
Климат характеризуется как умеренно континентальный, с тёплым летом и умеренно морозной снежной зимой. Среднегодовая многолетняя температура воздуха составляет 4 — 4,6 °С. Средняя температура воздуха самого тёплого месяца (июля) — 18 °C (абсолютный максимум — 39 °C); самого холодного (января) — −10 — −8,9 °C (абсолютный минимум — −46 °C). Безморозный период длится в среднем 149 дней. Среднегодовое количество атмосферных осадков составляет 654 мм, из которых 441 мм выпадает в период с апреля по октябрь. Снежный покров держится в течение 130—145 дней.

### Часовой пояс
Деревня Средняя Фабрика, как и вся Калужская область, находится в часовой зоне МСК (московское время). Смещение применяемого времени относительно UTC составляет +3:00.

## Население
| 2002 | 2010 |
| ---- | ---- |
| 10   | ↘7   |

### Национальный состав
Согласно результатам переписи 2002 года, в национальной структуре населения русские составляли 100 %.